# Wilhelm Martin (atleet)
Wilhelm Martin was een Belgische atleet, die gespecialiseerd was in het hordelopen, de spring- en de werpnummers. Hij werd op drie verschillende nummers in totaal vijfmaal Belgisch kampioen.

## Biografie
Wilhelm Martin werd in 1911 de eerste Belgische kampioen in het discuswerpen. Het jaar nadien veroverde hij de titels op de 110 m horden en het verspringen. Dit telkens in een Belgisch record. Het jaar nadien kon hij wegens een blessure opgelopen in de reeksen zijn titels niet verlengen. In 1914 lukte hem dezelfde dubbelslag. Ook bij het hoogspringen en het speerwerpen veroverde hij een medaille op de Belgische kampioenschappen.
Martin was aangesloten bij Antwerp Harriers en Beerschot AC.

## Belgische kampioenschappen
| onderdeel    | jaar       |
| ------------ | ---------- |
| 110 m horden | 1912, 1914 |
| verspringen  | 1912, 1914 |
| discuswerpen | 1911       |

## Persoonlijke records
| Onderdeel    | Prestatie      | Datum        | Plaats |
| ------------ | -------------- | ------------ | ------ |
| 110 m horden | 16,0 s (ex NR) | 30 juni 1912 | Ukkel  |
| verspringen  | 6,63 m (ex NR) | 30 juni 1912 | Ukkel  |

## Palmares

### 110 m horden
- 1912:  BK AC - 16,0 s (NR)
- 1914:  BK AC - 16,2 s

### verspringen
- 1912:  BK AC - 6,63 m (NR)
- 1914:  BK AC - 6,60 m

### hoogspringen
- 1912:  BK AC - 1,65 m

### discuswerpen
- 1911:  BK AC - 31,60 m
- 1912:  BK AC - 31,70 m

### speerwerpen
- 1914:  BK AC - 41,46 m